# De onfatsoenlijke vrouw
De onfatsoenlijke vrouw is een Nederlandse dramafilm uit 1991 van Ben Verbong met in de hoofdrollen José Way, Huub Stapel en Coen van Vrijberghe de Coningh. De internationale titel is The Indecent Woman.
De film is gebaseerd op een origineel scenario geschreven door Ben Verbong, Jean van de Velde, Marianne Dikker en Pea Fröhlich. Op 31 juli 1992 werd de film ook in Spanje uitgebracht. In Nederland kwamen 97.850 bezoekers, waarmee de film in 1991 op nummer 36 kwam qua bezoekersaantallen.

## Het verhaal
Het leven is goed en comfortabel voor violiste Emilia, ze is gelukkig getrouwd met gevangenispsychiater Charles en samen hebben ze een dochter Anna. Toch koestert ze seksuele fantasieën die ze verborgen houdt voor haar man. Als haar moeder overlijdt, begint Emila aan de taak het huis van haar ouders te ontruimen. Terwijl ze bezig is staat plotseling een vreemde man voor haar. Het blijkt Leon te zijn, de nieuwe eigenaar van het pand. Gelijk probeert Leon de mooie Emilia te verleiden, maar ze kan hem aanvankelijk weerstaan. Als ze Leon nog een keer ontmoet geeft Emilia zich gewonnen en vrijt met hem. De twee beginnen een relatie, die voornamelijk lijkt te zijn gebaseerd op lust. Voor Emilia begint echter liefde en lust door elkaar te lopen en ze wil stoppen met de affaire. Maar Leon wil hier niets van weten..

## Rolverdeling
| Acteur                         | Personage        |
| ------------------------------ | ---------------- |
|                                |                  |
| José Way                       | Emilia           |
| Coen van Vrijberghe de Coningh | Charles          |
| Huub Stapel                    | Leon             |
| Lydia van Nerdena              | Anna             |
| Marieke van Leeuwen            | Simone           |
| Theo de Groot                  | Marcel           |
| Peter Bolhuis                  | Brig. Vermeulen  |
| Niels Wolf                     | Bewaker          |
| Peter Smits                    | Verpleegkundige  |
| Aga de Wit                     | Buurvrouw        |
| Regina General                 | Tweelingzus      |
| Roos General                   | Tweelingzus      |
| Aukje Jetten                   | Alice            |
| Earl van Es                    | Antilliaan       |
| Jack Wouterse                  | Getatoeëerde man |

## Achtergrond
De film werd opgenomen in Amsterdam, Den Haag en Haarlem. Acteur Coen van Vrijberghe de Coningh had de rol van Charles mede aanvaard vanwege een interessante onderlijn: hij was gevangenispsychiater en behandelde psychotische criminelen. Terwijl zijn vrouw een relatie krijgt met een ander, zag je gesprekken met een gevangene die vertelt waarom hij een vrouw heeft vermoord; de gevoelens van de crimineel gaan op een bepaalde manier gelijk oplopen met die van de psychiater wiens vrouw hem ontglipt.
Verbong besloot echter deze scènes uit de film halen en zo belandden de vijf opgenomen scènes tussen Charles (Coen van Vrijberghe de Coningh) en de crimineel (Han Kerckhoffs) op de vloer van de montagekamer.